# Ultratop

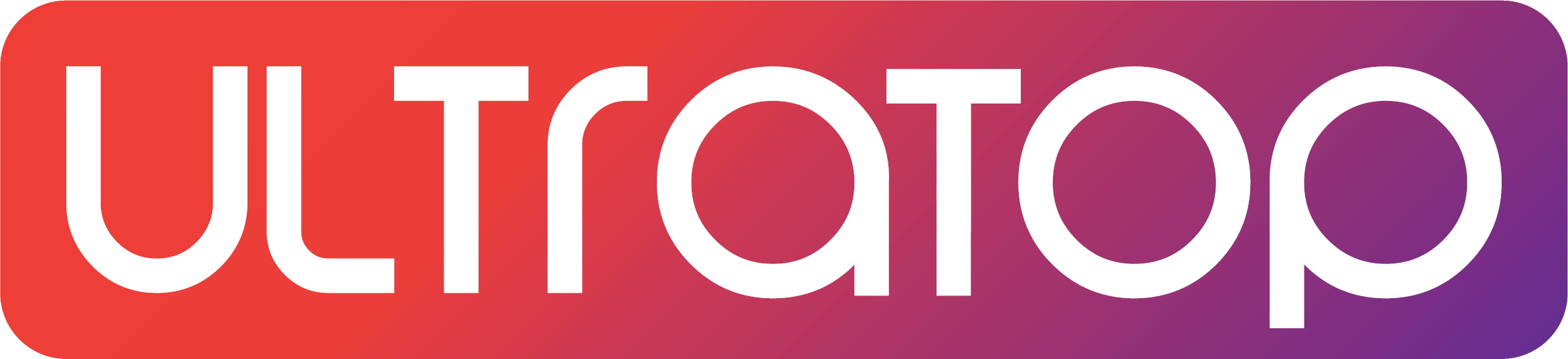
Logo van Ultratop

Ultratop is de groepsnaam voor de hitlijsten in België. Anders dan een gezamenlijke hitparade voor heel het land, kennen Vlaanderen en Wallonië afzonderlijke hitlijsten. De hitparade bestaat sinds 1995. Sinds eind 2009 is er concurrentie voor de Ultratop, namelijk de Hitlist van de Medialaan.
Een hitlijst wordt wekelijks samengesteld aan de hand van de verkoop van de singles, cd's of dvd's die in de betreffende categorie vallen en van de airplay en streaming. De Ultratip, tot in 2021 de hitlijst voor liedjes die kans lijken te maken op een plaats in de Ultratop, werd samengesteld aan de hand van studies en airplay.
Ultratop kreeg de Sector Lifetime Achievement Award tijdens de MIA's van 2019.
In 2021 werden de drie medewerkers van Ultratop ontslagen om kosten te besparen. Later dat jaar werd een aantal hitlijsten opgedoekt: eerst de "back catalogue" en de lijst van Belgische albums, later de Ultratip en de lijsten voor dance, r&b/hiphop en airplay. Sindsdien zijn er nog vijf Vlaamse Ultratoplijsten: singles (Singles Top 50), albums (Albums Top 200), compilaties (top 20), de Vlaamse Top 30 (voorheen de Vlaamse Top 50) en de top 20 voor klassieke albums.

## Vlaamse Ultratoplijsten
Onderstaande hitlijsten vielen of vallen onder de Vlaamse Ultratop.

### Ultratop 50 Singles
Ultratop 50 Singles is de officiële hitlijst van de bestverkochte singles in Vlaanderen. Deze wordt uitgezonden op de radio (MNM, vroeger Donna). Op tv zond TMF de lijst uit.

### Andere lijsten
- Ultratop 200 Albums
- Ultratip 50
- Ultratip 100
- Vlaamse top 30 van Ultratop (voorheen top 50)
- Ultratop 20 Compilaties
- Ultratop 50 Dance
- Ultratop 20 Dance Bubbling Under
- Ultratop Radio 2 Vlaamse top 10
- Ultratop Vlaamse kids top 5
- Ultratop 30 Back catalogue Singles
- Ultratop 30 Airplay
- Ultratop 40 Belgische Albums
- Ultratop 10 Muziek-DVD
- Ultratop 20 Mid Price
- Ultratop 50 Alternatieve albums
- Ultratop 20 Heatseekers albums
- Ultratop 20 Klassieke albums
- Ultratop 50 Kerstmis (jaarlijks)
- Ultratop 100 Jaaroverzicht
- Top aller tijden (1995 tot heden)
- Urban 50

## Waalse Ultratoplijsten
De Waalse Ultratop kent sinds 2021 nog vier hitlijsten: de singles (Singles Top 50), albums (Albums Top 200), compilaties (top 20) en de top 20 voor klassieke albums.